# Atletica leggera ai Giochi della XX Olimpiade - Marcia 50 km

Video della gara (film ufficiale dei Giochi)

La prova di marcia 50 km ha fatto parte del programma maschile di atletica leggera ai Giochi della XX Olimpiade. La competizione si è svolta il 3 settembre 1972 nella città di Monaco di Baviera, con arrivo nello Stadio olimpico.

## Presenze ed assenze dei campioni in carica
| Competizione         | Atleta              | Prestazione | Monaco 1972 |
| -------------------- | ------------------- | ----------- | ----------- |
| Olimpiadi 1968       | Christoph Höhne     | 4h20'13"6   | Presente    |
| Coppa del mondo 1970 | Christoph Höhne     | 4h04'36"    | Presente    |
| Panamericani 1971    | Larry Young         | 4h38'31"    | Presente    |
| Europei 1971         | Veniamin Soldatenko | 4h02'22"    | Presente    |

## Finale
| Pos.    | Atleta                 | Nazione          | Tempo     |
| ------- | ---------------------- | ---------------- | --------- |
| Oro     | Bernd Kannenberg       | Germania Ovest   | 3:56'11"6 |
| Argento | Veniamin Soldatenko    | Unione Sovietica | 3:58'24"0 |
| Bronzo  | Larry Young            | Stati Uniti      | 4:00'46"0 |
| 4       | Otto Barch             | Unione Sovietica | 4:01'35"4 |
| 5       | Peter Selzer           | Germania Est     | 4:04'05"4 |
| 6       | Gerhard Weidner        | Germania Ovest   | 4:06'26"0 |
| 7       | Vittorio Visini        | Italia           | 4:08'31"4 |
| 8       | Gabriel Hernández      | Messico          | 4:12'09"0 |
| 9       | Paul Nihill            | Gran Bretagna    | 4:14'09"4 |
| 10      | Charel Sowa            | Lussemburgo      | 4:14'21"2 |
| 11      | Karl-Heinz Stadtmüller | Germania Est     | 4:14'28"8 |
| 12      | Hans Tenggren          | Svezia           | 4:16'37"6 |
| 13      | Daniel Björkgren       | Svezia           | 4:20'00"0 |
| 14      | Christoph Höhne        | Germania Est     | 4:20'43"8 |
| 15      | Stefan Ingvarsson      | Svezia           | 4:21'01"0 |
| 16      | Horst-Rüdiger Magnor   | Germania Ovest   | 4:21'53"4 |
| 17      | William Weigle         | Stati Uniti      | 4:22'52"2 |
| 18      | John Warhurst          | Gran Bretagna    | 4:23'21"6 |
| 19      | Shaul Ladany           | Israele          | 4:24'38"6 |
| 20      | Raúl González          | Messico          | 4:26'13"4 |
| 21      | Alex Oakley            | Canada           | 4:28'42"6 |
| 22      | János Dalmati          | Ungheria         | 4:32'23"2 |
| 23      | Domenico Carpentieri   | Italia           | 4:33'10"6 |
| 24      | Kjell Lund             | Norvegia         | 4:34'23"4 |
| 25      | Howard Timms           | Gran Bretagna    | 4:34'43"8 |
| 26      | Antal Kiss             | Ungheria         | 4:34'45"0 |
| 27      | Steve Hayden           | Stati Uniti      | 4:36'07"2 |
| 28      | Adalberto Scorza       | Argentina        | 4:42'41"4 |
| 29      | Ole David Jensen       | Danimarca        | 4:57'13"8 |
| -       | Abdon Pamich           | Italia           | Squal     |
| -       | Sergey Grigoryev       | Unione Sovietica | Squal     |
| -       | Alfred Badel           | Svizzera         | Rit       |
| -       | Jan Ornoch             | Polonia          | Rit       |
| -       | Jean-Claude Decosse    | Francia          | Rit       |
| -       | José Oliveros          | Messico          | Rit       |
| -       | Karl-Heinz Merschenz   | Canada           | Rit       |